# Roger Dragonetti
Roger Dragonetti (* 9. November 1915 in Gent; † 23. oder 25. Oktober 2000 in Genf) war ein belgischer Romanist und Mediävist, der in der Schweiz als Hochschullehrer wirkte.

## Leben und Werk
Dragonetti studierte in Gent und promovierte 1943 bei Robert Guiette mit der Thèse Études sur les moyens d’expression de la poésie lyrique du XIIIème siècle. Er war Gymnasiallehrer in Renaix, Gent und Aalst. 1961 habilitierte er sich mit der überarbeiteten Dissertation und lehrte an der Universität Gent, ab 1965 als ordentlicher Professor für Französische Literatur. Von 1968 bis 1986 lehrte er an der Universität Genf die Literatur des Mittelalters. Zu seinem Freundeskreis gehörte Jacques Lacan. Dragonetti war auch studierter Pianist.
Dragonetti war korrespondierendes Mitglied der Académie royale des Sciences, des Lettres et des Beaux-Arts de Belgique (1975). Einer seiner Söhne ist der Gitarrist Philippe Dragonetti.
Sein Nachlass befindet sich Schweizerischen Literaturarchiv in Bern.

## Werke
- La technique poétique des trouvères dans la chanson courtoise. Contribution à l'étude de la rhétorique médiévale, Brügge 1960, Genf 1979
- Aux frontières du langage poétique. Etudes sur Dante, Mallarmé, Valéry,  Gent 1961
- Le passage périlleux, Bologna 1966
- Dante pèlerin de la Sainte Face, Gent 1968
- La vie de la lettre au Moyen Âge. Le conte du Graal, Paris 1980
- Le gai savoir dans la rhétorique courtoise: "Flamenca" et "Joufroi de Poitiers",  Paris 1982
- La musique et les lettres. Etudes de littérature médiévale, hrsg. von Charles Méla,  Genève  1986
- Le Mirage des sources. L'art du faux dans le roman médiéval, Paris 1987
- Études sur Mallarmé, hrsg. von Wilfried Smekens, Gent 1992
- Un fantôme dans le kiosque. Mallarmé et l'esthétique du quotidien, Paris 1992
- Dante, la langue et le poème, hrsg. von Christopher Lucken, Paris 2006